# Niamh Emerson
Niamh Emerson (ur. 22 kwietnia 1999 w Shirland) – brytyjska lekkoatletka, wieloboistka.
Zdobyła brązowy medal w siedmioboju na mistrzostwach Europy juniorów młodszych w 2016 w Tbilisi.
Zwyciężyła w tej konkurencji na mistrzostwach świata juniorów w 2018 w Tampere.
Startując w reprezentacji Anglii zdobyła brązowy medal w siedmioboju na igrzyskach Wspólnoty Narodów w 2018 w Gold Coast (pokonały ją tylko jej koleżanka z reprezentacji Katarina Johnson-Thompson i Kanadyjka Nina Schultz).
Zdobyła srebrny  medal w pięcioboju na halowych mistrzostwach Europy w 2019, przegrywając jedynie z Katariną Johnson-Thompson, a wyprzedzając Solène Ndamę z Francji.
Rekordy życiowe Emerson::
- siedmiobój  – 6253 pkt. (13 lipca 2018, Tampere)
- pięciobój (hala)  – 4731 pkt (1 marca 2019, Glasgow)